# Ноћи вукодлака
Ноћи вукодлака (шп. Las Noches del Hombre Lobo) шпанско-француски је црно-бели хорор филм из 1968. године, редитеља Ренеа Говара, са Полом Нашијем, Питером Бомонтом и Моником Брејнвил у главним улогама. Представља наставак филма Знак вукодлака (1968), као и други део серијала о вукодлаку Валдемару Данинском, кога тумачи Пол Наши. Постоје бројне полемике око тога да ли је филм уопште направљен.
Сматра се да је филм снимљен у Паризу 1968. године, али да из неког разлога никада није објављен у биоскопима, нити је дистрибуиран као видео запис. Данас се овај филм води као изгубљен.
Наредне, 1969, године снимљен је нови наставак, који је успешно објављен под насловом Чудовишта терора.

## Радња
Вукодлак по имену Валдемар Данински постаје алатка у рукама лудог научника доктора Волфштајна. Он га користи да се освети својим непријатељима и контролише га путем звучних таласа, када год се преобрази.

## Улоге
| Глумац          | Улога                      |
| --------------- | -------------------------- |
| Пол Наши        | Валдемар Данински          |
| Питер Бомонт    | луди научник, др Волфштајн |
| Моника Брејнвил |                            |
| Беба Новак      |                            |
| Хелена Вателе   |                            |